# هیدهیکو شیمیزو
هیدهیکو شیمیزو (انگلیسی: Hidehiko Shimizu؛ زادهٔ ۴ نوامبر ۱۹۵۴) بازیکن فوتبال اهل ژاپن است.
از باشگاه‌هایی که در آن بازی کرده‌است می‌توان به باشگاه فوتبال یوکوهاما مارینوس اشاره کرد.